# 1944 في نيوزيلندا
فيما يلي قوائم الأحداث التي وقعت خلال عام 1944 في نيوزيلندا.

## سياسة

### انتهاء فترة المنصب
- 21 سبتمبر – ديفيد ويلسون Member of the Legislative Council of New Zealand ‏.

## مواليد

### يناير
- 1 يناير – آن روبنسون
- 1 يناير – تيرانس جون كلارك مهرب مخدرات نيوزيلندي.
- 2 يناير – كيم نيوكومب متسابق دراجات نارية نيوزيلندي.
- 6 يناير – ميخائيل سوندرز عالِم حاسوب من الولايات المتحدة الأمريكية.
- 12 يناير – ارين موردوك لاعب كركيت نيوزيلندي.
- 13 يناير – نويل ميلز مُجدّف نيوزيلندي.

### فبراير
- 7 فبراير – ويتي إهيميرا كاتب نيوزيلندي.
- 27 فبراير – ميخائيل شامبرلين

### مارس
- 1 مارس – ألان س. جيلمور عالم فلك نيوزيلندي.
- 6 مارس – كيري تي كاناوا
- 13 مارس – مارلين كاسل

### مايو
- 1 مايو – ليندسي كلارك لاعب رغبي نيوزيلندي.

### يونيو
- 2 يونيو – بيل كوري لاعب اتحاد رغبي نيوزيلندي.

### يوليو
- 4 يوليو – جون كلارك مُجدّف نيوزيلندي.
- 9 يوليو – إلين وايت لاعبة كركيت نيوزيلندية.
- 17 يوليو – مارك بورغس لاعب كرة قدم نيوزيلندي.
- 29 يوليو – تيري جارفيس لاعب كركيت نيوزيلندي.

### نوفمبر
- 5 نوفمبر – غراهام غريفيثز لاعب كرة قدم نيوزيلندي.
- 10 نوفمبر – أندي ليزلي لاعب رغبي نيوزيلندي.
- 13 نوفمبر – روس جينينغز منتج تلفزيوني نيوزيلندي.
- 15 نوفمبر – رايموند ستيوارت لاعب كريكت نيوزلندي.
- 16 نوفمبر – ديفيد أوسوليفان لاعب كركيت نيوزيلندي.
- 25 نوفمبر – كولن جيمس كاتب نيوزيلندي.

## وفيات

### فبراير
- 6 فبراير – ألف هانلون (مواليد 1866) محامي نيوزيلندي.
- 28 فبراير – ريج غرانت (مواليد 1914)

### مارس
- 29 مارس – أرنولد كريستنسن (مواليد 1922)

### أبريل
- 21 أبريل – فريدريك ستيفنسون (مواليد 1871) لاعب كريكت نيوزلندي.

### مايو
- 14 مايو – روبرت ويلسون (مواليد 1861) لاعب رغبي نيوزيلندي.
- 20 مايو – فرازير بارون (مواليد 1921)

### يونيو
- 3 يونيو – جورج هارت (مواليد 1909) لاعب اتحاد رغبي نيوزيلندي.

### يوليو
- 11 يوليو – بيل هاردكاسل (مواليد 1874) لاعب اتحاد الرغبي أسترالي.

### أغسطس
- 14 أغسطس – والتر ارين (مواليد 1871) لاعب كريكت نيوزلندي.
- 30 أغسطس – توماس ويليام رودس (مواليد 1860) سياسي نيوزيلندي.

### سبتمبر
- 29 سبتمبر – آرثر غور (مواليد 1866)
- 29 سبتمبر – فرانك كلايتون (مواليد 1866) لاعب كريكت نيوزلندي.

### نوفمبر
- 29 نوفمبر – جورج نيفيل هيل (مواليد 1891) منافِس أوليمبي نيوزيلندي.

### ديسمبر
- 13 ديسمبر – ويليام هيوز فيلد (مواليد 1861) سياسي نيوزيلندي.